# Genaro García (escritor)
Genaro García (Fresnillo, Zacatecas, 17 de agosto de 1867 - Ciudad de México, 25 de noviembre de 1920) fue un escritor, profesor y abogado mexicano. Como jurista mantuvo una postura en favor de los derechos de las mujeres como el sufragismo.

## Biografía
García emigró de Fresnillo a la Ciudad de México para estudiar derecho en la Escuela Nacional de Jurisprudencia, posterior Facultad de Derecho de la Universidad Nacional Autónoma de México, su tesis tuvo como título La desigualdad de la mujer. Fue diputado entre 1882 y 1889, periodo en el que logró el establecimiento de una imprenta de esa institución.
Fue director del Museo Nacional de Arquitectura, Historia y Etnología y la Escuela Nacional Preparatoria.

## Obra
- Colección de documentos inéditos o muy raros para la historia de México, publicados entre 1905 y 1911
- Documentos históricos mexicanos (1910-1911)
- La desigualdad de la mujer, 1891
- Apuntes sobre la condición de la mujer, 1891

### Artículos
- «La condición jurídica de la mujer según Herbert Spencer», en Revista Mexicana de Legislación y Jurisprudencia, 1894.